# Кваторы
Кваторы (бел. Кватары) — агрогородок в Берестовицком районе Гродненской области Беларуси. Входит в состав Пограничного сельсовета.

## География
Агрогородок находится в западной части Гродненской области, при автодороге Р-134, на расстоянии приблизительно 7 километров (по прямой) к юго-востоку от городского посёлка Большая Берестовица, административного центра района. Абсолютная высота — 159 метров над уровнем моря. Площадь населённого пункта — 1,2723 км².

## История
По состоянию на 1905 год, в Кватерях проживало 388 человек. В административном отношении деревня входила в состав Свислочской волости Волковысского уезда Гродненской губернии.
Согласно Рижскому мирному договору (1921), деревня вошла в состав межвоенной Польши. Входила в состав гмины Свислочь Волковысского повета Белостокского воеводства. В 1921 году числилось 145 жителей, проживавших в 20 домах. В этническом составе населения того периода белорусы составляли 88,3 %, поляки — 8,3 %. В конфессиональном составе населения преобладали православные христиане (97,3 %) и католики (2,7 %).
С 1939 года в БССР. До 2003 года являлся центром Кваторского сельсовета.

## Население
По данным переписи 2019 года, в деревне проживал 431 человек.
| Год  | Население, человек |
| ---- | ------------------ |
| 1905 | 388                |
| 1921 | ↘ 145              |
| 2009 | ↗ 429              |
| 2019 | ↗ 431              |